# Roberto Urdaneta Gómez (militar)
Roberto Urdaneta Gómez (Colombia siglo XIX - Colombia siglo XX) fue un militar y político colombiano, adepto al Partido Conservador Colombiano.
Ocupó la Dirección de la Policía Nacional colombiana entre 1898 y 1899 en el gobierno de Manuel Antonio Sanclemente, y de nuevo entre 1918 y 1922, durante 4 gobiernos. A mediados de 1909 sirvió por algún tiempo como Ministro de Guerra, en carácter de encargado, durante el gobierno de Rafael Reyes. Idéntica posición ostentó durante el gobierno de Jorge Holguín Mallarino.
Fue el padre del político conservador Roberto Urdaneta Arbeláez, presidente de su país entre 1951 y 1953.

## Biografía
Roberto nació en algún momento del siglo XIX, en el hogar de una importante familia de militares.
El 25 de noviembre de 1898, el gobierno de Manuel Antonio Sanclemente lo nombró Director de la Policía Nacional de Colombia, estando en el cargo hasta el 8 de enero de 1899, cuando fue removido para encargarse de la comandancia general del Ejército Nacional colombiano, de 1899 hasta el 30 de abril de 1900, siendo sucedido por el general Próspero Pinzón.
El 12 de junio de 1909, Urdaneta fue nombrado Ministro de Guerra por el gobierno de Jorge Holguín Mallarino (pariente lejano por afinidad de su hijo Roberto) ocupando el cargo hasta el 9 de agosto, cuando el Congreso removió a Holguín para posesionar a Ramón González Valencia como nuevo presidente del país.
Urdaneta regresó a la dirección de la policía colombiana el 14 de julio de 1918, días antes de que el titular José Vicente Concha dejara el cargo. Urdaneta permaneció en ese cargo durante el gobierno de Marco Fidel Suárez, y luego de la renuncia de Súarez en 1921, fue confirmado por el gobierno de Jorge Holguín, quien acabó el período de Suárez. Elegido el gobierno de Pedro Nel Ospina, en 1922, Urdaneta fue confirmado por tercera vez en el cargo, hasta su remoción el 14 de noviembre de 1922.

## Familia
Roberto era miembro de una prestigiosa familia de militares colombo-venezolanos.
Era hijo del militar argentino Enrique Urdaneta Girardot y de su esposa Josefa Tomasa Gómez Lewins. Enrique, nacido en Buenos Aires, era hijo del militar uruguayo Francisco Urdaneta; por otro lado, Enrique era nieto del militar francés Luis Girardot, y por tanto sobrino del militar colombiano Atanasio Girardot.
Por parte de la familia Urdaneta, Roberto era sobrino nieto del militar venezolano Rafael Urdaneta (presidente de Colombia en 1830), quien era primo de su abuelo Francisco.

### Matrimonio y descendencia
Urdaneta contrajo matrimonio con su parienta Mercedes Arbeláez Gómez, con quien tuvo a sus tres hijosː Roberto, María Enriqueta y Enrique Antonio Urdaneta Arbeláez.
Su hijo mayor, Roberto, fue un destacado político y diplomático colombiano, llegando a ser presidente entre noviembre de 1951 hasta el golpe de Estado de 1953, en reemplazo del titular Laureano Gómez. Del matrimonio de Roberto con la prestigiosa dama Clemencia Holguín y Caro (hija de Carlos Holguín y Margarita Caro; sobrina de Jorge Holguín y de Miguel Antonio Caro; y nieta de José Eusebio Caro) descienden, entre entros, Clemencia Urdaneta Holguín, madre del periodista Roberto Pombo Holguín.